# Sídliště Na Plachtě
Sídliště Na Plachtě (někdy též Sídliště Plachta) je urbanistický celek v jižní části Hradce Králové. Nachází se na katastrálním území Nový Hradec Králové, avšak navazuje souvislou zástavbou od Sídliště Malšovice a spadá tak pod komisi místní samosprávy Malšovice.
Celek budov se rozšířil o další projekt na jaře 2015, kdy zde investor začal stavět zhruba 440 bytových jednotek. V jeho blízkosti se nachází chráněná lokalita Na Plachtě. Lokalita má spojení městskou hromadnou dopravou, konkrétně trolejbusovou linkou č. 21, která sem z Brněnské ulice zajíždí na bateriový pohon. Developer nechal část domů připravenou pro administrativní prostory a menší obchody.

## Historie
Až do roku 1897 se v této oblasti nacházely pastviny, poté získala prostor armáda a zřídila zde cvičiště. Od roku 1918 do roku 1939 zde bylo vojenské letiště, zajímavosti je uskutečněný první pokusný veřejný vzlet roku 1919 Jana Kašparem na tomto letišti. První myšlenky na zastavění oblasti se objevují už v 60. letech 20. stol. Od roku 1979 byla však plocha využívána jako sklad dřeva nedaleké firmy Petrof. V 80. letech 20. stol. se v plánech na další rozvoj počítá s výstavbou panelového sídliště pro 19 tisíc obyvatel a začíná zde stavba kanalizace. 
Před výstavbou se developer musel vypořádat s asanací prostoru, který byl v 80. letech 20. století částečně zavezen asfaltem a dehtem. 

## Kritika
Projekt byl při výstavbě kritizován pro kontrast přilehlých skladovacích prostor a obytných domů. Zároveň bylo poukazováno na nedostatečnou občanskou vybavenost stavěného sídliště a nízkou napojenost na systém MHD.